# Monique Prudhomme
Monique Prudhomme (geboren in Montreal, Kanada) ist eine kanadische, Oscar-nominierte Kostümbildnerin.

## Leben
Prudhomme hat einen B.A. in Kunst und wollte zunächst Zeichenlehrerin werde, doch gefiel ihr die Arbeit nicht. Aus diesem Grunde machte sie ein Praktikum bei Jean Beaudins Film Cordélia.  1982 zog sie von Montreal nach Vancouver, da sie sich an einem der Filmsets in einen Mann aus Vancouver verliebt hatte.
Sie hat seither sowohl an Film- als auch an Fernsehproduktionen mitgewirkt.

## Nominierungen und Auszeichnung
2010 war sie für einen Oscar in der Kategorie Bestes Kostümdesign aufgrund ihrer Arbeit an Das Kabinett des Doktor Parnassus nominiert.
Sie war auch zwei Mal für einen Costume Designers Guild Award nominiert. 2008 für ihre Arbeit an Juno und 2010 für ihre Arbeit an Das Kabinett des Doktor Parnassus. Letzteren gewann sie.

## Filmografie (Auswahl)
- 1990: Stephen Kings Es (Stephen King’s It, Fernsehzweiteiler)
- 1993: Needful Things – In einer kleinen Stadt (Needful Things)
- 1994: Die unendliche Geschichte 3 – Rettung aus Phantasien
- 1996: Alaska – Die Spur des Polarbären (Alaska)
- 1997: Volcano (Fernsehfilm)
- 1998: Agent Nick Fury – Einsatz in Berlin (Nick Fury: Agent of S.H.I.E.L.D., Fernsehfilm)
- 1998: The Crow – Die Serie (The Crow: Stairway to Heaven, Fernsehserie)
- 1998: Futuresport (Fernsehfilm)
- 2000: Trixie
- 2000: Quarantäne (Quarantine, Fernsehfilm)
- 2000: Best in Show
- 2000: Der Flug der Rentiere (Christmas Secret, Fernsehfilm)
- 2002: Snowdogs – Acht Helden auf vier Pfoten (Snow Dogs)
- 2003: Popstar auf Umwegen (The Lizzie McGuire Movie)
- 2004: The Final Cut – Dein Tod ist erst der Anfang (Final Cut)
- 2004: 5ive Days to Midnight (Miniserie, 5 Episoden)
- 2005: Neverwas
- 2005: The Fog – Nebel des Grauens (The Fog)
- 2007: Juno
- 2009: Das Kabinett des Doktor Parnassus (The Imaginarium of Doctor Parnassus)
- 2009: Fall 39 (Case 39)
- 2009: Defying Gravity – Liebe im Weltall (Defying Gravity, Fernsehserie, 13 Episoden)
- 2010: Gregs Tagebuch – Von Idioten umzingelt! (Diary of a Wimpy Kid)
- 2011: Ein Jahr vogelfrei! (The Big Year)
- 2012: Underworld: Awakening
- 2012: Gregs Tagebuch 3 – Ich war’s nicht! (Diary of a Wimpy Kid: Dog Days)
- 2013: Percy Jackson – Im Bann des Zyklopen (Percy Jackson: Sea of Monsters)
- 2013–2017: Bates Motel  (43 Episoden)
- 2014: Wenn ich bleibe (If I Stay)
- 2015: The Returned  (Fernsehserie, 10 Episoden)
- 2017: Wunder (Wonder)